# 奧爾布河
奧爾布河（法語：Orb，法語發音：[ɔʁb]）是法國的河流，位於該國南部，发源于法國中央高原。河道全長135.6公里，流域面積1585平方公里，平均流量每秒23.40立方米，流經贝达里约和贝济耶，最終在瓦尔拉斯普拉日注入地中海。

## 外部連結
- geoportail.fr網站上的奧爾布河 （页面存档备份，存于）
- Sandre数据库中的奧爾布河 （页面存档备份，存于）